# Glifada
Glifada (gr. Γλυφάδα) – miasto w Grecji, w administracji zdecentralizowanej Attyka, w regionie Attyka, w jednostce regionalnej Ateny-Sektor Południowy. Siedziba i jedyna miejscowość gminy Glifada. W 2011 roku liczyło 87 305 mieszkańców. Położone w granicach Wielkich Aten. Ośrodek przemysłu spożywczego.

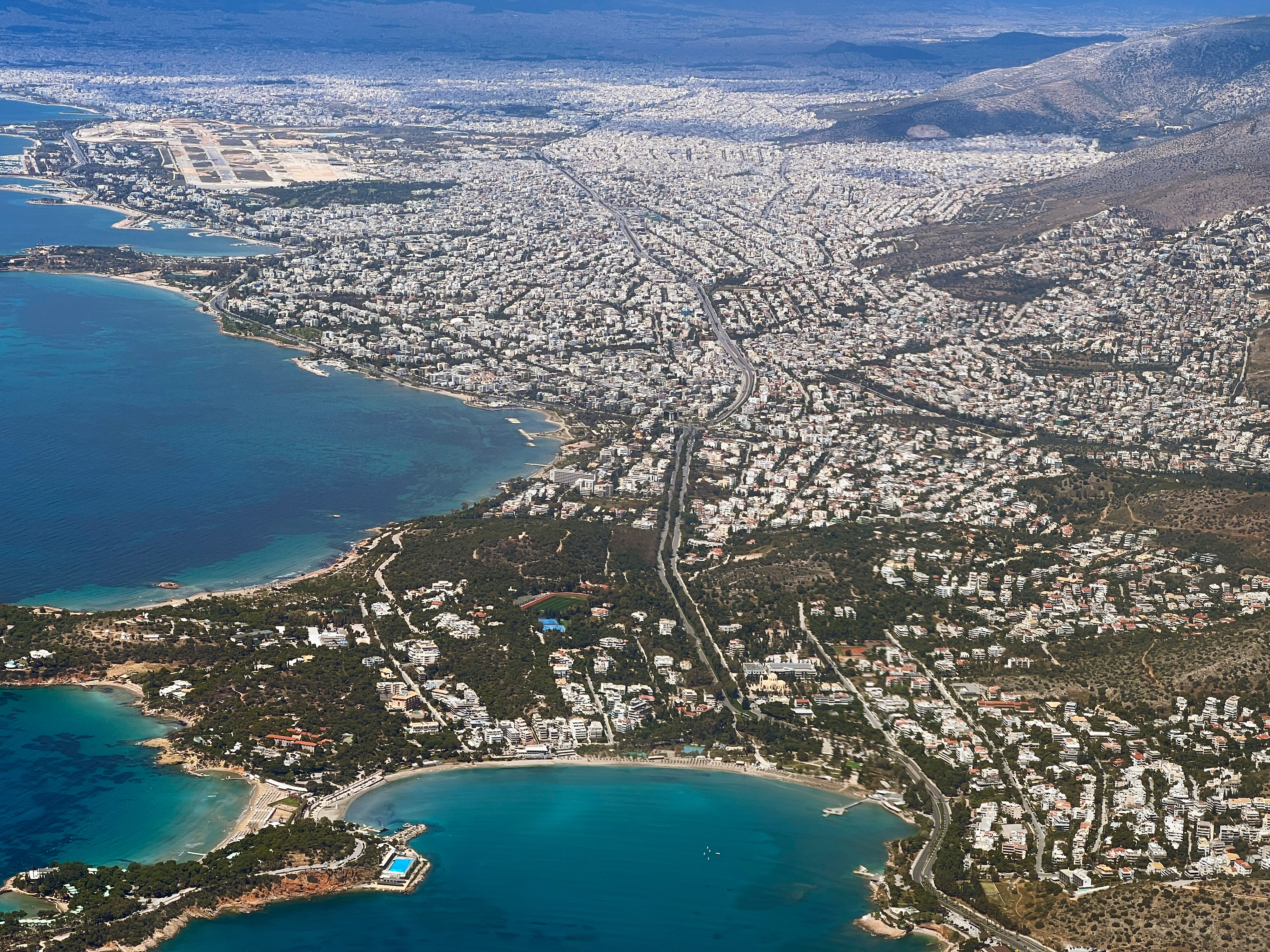
Glifada i Vouliagmeni

## Współpraca
- Gżira, Malta
- Nisz, Serbia
- Widnoje, Rosja